# کوه کاپالاتادادا
کوه کاپالاتادادا (به لاتین: Mount Kapalatmada) یک کوه در اندونزی است که در Buru, Maluku Province, Indonesia واقع شده‌است. کوه کاپالاتادادا ۲٬۴۲۸ متر بالاتر از سطح دریا واقع شده‌است.